# Jean-François Dagand
Jean-François Dagand est un éditeur et imprimeur français né le 12 juin 1805 à Chambéry en France. Il est mort le 14 mars 1877 à Bône, qui est aujourd'hui connu sous le nom d'Annaba en Algérie. Il est le créateur du journal La Seybouse en 1843.

## Biographie
Jean-François Dagand naît le 12 juin 1805 à Chambéry, en France. Il travaille comme ouvrier dans plusieurs ateliers de la Savoie. À l'âge de 37 ans, en 1842, il s'établit à Bône, actuellement Annaba, en Algérie, où il devient un imprimeur et crée une imprimerie qu'il nomme "Imprimerie de Dagand". Il édite également son journal, La Seybouse, qu'il fonde en 1843. Il est également membre de plusieurs sociétés utiles de Bône.
En 1848, Jean-François Dagand obtient tous les droits d'un citoyen français grâce à un arrêté signé le 13 avril 1848 par le ministre de la Justice.
Jean-François Dagand se marie avec Begaud Marie Marguerite, mais elle décède en 1872. Il dirige le journal et l'imprimerie jusqu'à sa mort le 14 mars 1877. Après son décès, son neveu, Emile Thomas, lui succède à la tête de l'imprimerie et journal qui disparaît par la suite en 1887.